# Being Maria
Being Maria (títol original en francès, Maria) és una pel·lícula de drama biogràfic francesa del 2024 dirigida per Jessica Palud, que va coescriure el guió amb Laurette Polmanss, a partir d'una adaptació lliure de les memòries de Vanessa Schneider del 2018, Tu t'appelais Maria Schneider. Tracta sobre l'actriu Maria Schneider (1952–2011) i dramatitza les seves experiències treballant en el llargmetratge de Bernardo Bertolucci, L'últim tango a París (1972). És protagonitzada per Anamaria Vartolomei en el paper principal, amb Céleste Brunnquell, Giuseppe Maggio, Yvan Attal, Marie Gillain, Jonathan Couzinié i Matt Dillon (interpretant Marlon Brando) en papers secundaris. S'ha subtitulat al català.
Es va estrenar mundialment a la secció no competitiva Cannes Premiere del 77è Festival de Cinema de Canes el 21 de maig de 2024. Va arribar als cinemes el 19 de juny de 2024 amb la distribució d'Haut et Court.
El rodatge principal va començar el 29 de maig de 2023 a París, i va continuar a Bretanya. Va durar vint-i-cinc dies, deu dels quals  van tenir lloc al departament d'Illa i Vilaine, incloent-hi Rennes i Saint-Germain-du-Pinel, i al castell d'Apigné de Le Rheu, l'hotel Oberthür de Rennes i una platja de Dinard. El rodatge va acabar a Bretanya el 30 de juny de 2023. La postproducció va tenir lloc a Rennes.